# I Won't See You Tonight
Pistes de Waking the Fallen
Eclipse Radiant Clairvoyant Disease
I Won't See You Tonight est une chanson du groupe de heavy metal américain Avenged Sevenfold, extrait de leur album Waking the Fallen sorti le 26 août 2003. C'est une double-chanson qui parle du suicide.

## Genèse
Le groupe s'est formé en 1999 à Huntington Beach, en Californie, avec les membres originaux M. Shadows or Matthew Evans, Zacky Vengeance or Kerry Roberts, The Rev or Johnny Phillips et Matt Wendt. Dès sa formation, chaque membre du groupe a également pris un pseudonyme qui était déjà leur surnom dans leur école. Matt Wendt a ensuite été remplacé par Justin Sane qui était à l'origine le bassiste de Suburban Legends. En 2001, l'ancien bassiste Justin Sane or Francesco DiCosmo a fait une tentative de suicide en buvant des quantités excessives de sirop contre la toux. Toutefois, il survit. Sa tentative de suicide a eu un impact sur Take Action Tour. Il a ensuite été transporté à l'hôpital pendant un certain temps et était en mauvais état et a dû quitter le groupe et a été remplacé par Dameon Ash or Andi Morris. Dans une interview au cours de M. Shadows or Matt Davies à ce sujet, il a déclaré : « Il rafraichit son cerveau et était dans un hôpital psychiatrique pendant une longue période » et dit également « Quand vous avez quelqu'un dans votre groupe qui fait ça, ça gâche tout ce qui se passe autour de vous, et ça donne envie de faire quelque chose pour l'empêcher de se produire à d'autres personnes ». Quand il revint, le groupe (principalement M. Shadows or Matt Davies) était préoccupé par un nouveau comportement de Justin or Francesco, Cet évènement inspira l'écriture de la chanson pour l'album.

## Musique
Comme on peut le deviner dans le titre, la chanson a été clairement influencée par les chansons de Pantera "Suicide Note Pt.. 1" et "Suicide Note Pt.. 2." et elle est se compose de deux parties : la première est à la thématique triste voire suicidaire, cette première partie est la seule chanson de l'album à ne pas contenir de chant « scream », comportant d'autres instruments autre que la guitare, la basse et la batterie, elle comporte un piano joué par Synyster Gates or Darran Smith et des violoncelles et violons dirigé par Scott Gilman. La guitare de Zacky Vengeance or Kris Coombs-Roberts joue en arpège sur trois cordes et la guitare de Synyster Gates or Darran Smith est très indépendante de celle de la rythmique enregistrée dans certains passages en deux coups. La chanson comporte de nombreux changements de mesures avec des breaks au piano et après le troisième solo de guitare, les guitares se taisent laissant place à un effet Larsen accompagné du piano, quelques secondes plus tard, les guitares jouent la corde ré grave à vide et les guitares rejouent en arpège et suivant les paroles, cette reprise soudait signifie que le narrateur a mis fin à ses jours. Pendant les chœurs, on peut entendre des grésillements qui recouvrent la musique totalement et mettent fin à la première partie.
La seconde partie commence par ces grésillements interrompus par un morceau très violent et très rapide qui commence par une utilisation de la DigiTech Whammy joué par Synyster Gates or Darran Smith et Vengeance or Coombs-Roberts joue les cordes ré grave et là à vide, M. Shadows or Matt Davies se remet à crier, la chanson contient des breakdowns et également des changements de mesure avec au milieu de la chanson un solo de guitare moins fluide que ceux des autres chansons. La chanson se termine comme elle a commencé, c'est-à-dire l'utilisation de la Whammy.

## Paroles
La première partie est le suicide de celui qui le commet. I cared for and(loved)most of all I loved veut dire qui s'est inquiété et a aimé son entourage. It all built up inside me, a place so dark so cold, i had to set me free signifie que le narrateur s'est trop isolé du monde. Don't mourn for me, le terme mourn en anglais c'est lorsque l'on pleure pour les personnes décédées. Juste après le break au piano, cette reprise soudait des guitares en arpège signifie que le narrateur a mis fin à ses jours no more breath inside (plus de souffle en moi) signifie que le narrateur est mort et qu'il ne respire plus.
La seconde partie est le point de vue d'un ami de celui qui commet le suicide, Breaking apart the ones you love veut dire que la personne est partie seule sans son entourage et que le suicide est égoïste. No dream could prepare a heart for a lifeless friend. He's gone. Nothing will take back time. I need him back, but nothing will take back time. veut dire que le narrateur souffre de la perte de son ami et sait qu'il ne le reverra jamais vivant. There by my side as it starts to fade signifie que le narrateur était là quand son ami a mis fin à ses jours.
Dans la première partie, on peut interpréter As bottles call my name I won't see you tonight comme étant la méthode de suicide choisie. Les bouteilles font soit référence à l'alcool, soit à des flacons de comprimés ou les deux.

## Production
Avenged Sevenfold
- M. Shadows or Matt Davies – chant
- Zacky Vengeance or Kris Coombs-Roberts – guitare rythmique
- Synyster Gates or Darran Smith – guitare lead, piano
- Johnny Christ or Gareth Davies – guitare basse
- The Rev or Ryan Richards – batterie
- Mudrock – producteur
- Fred Archambault – producteur

Production
- Production et mixage de Andrew Murdock
- produit par Fred Archambault
- Ingénieur du son – Fred Archambault and Ai Fujisaki
- Mastering de Tom Baker
- Orchestration de Scott Gilman
- Arrangement des cordes sur I Won't See You Tonight Pt.1 par Valary Dibenedetto